# Gomphostigma virgatum
Gomphostigma virgatum är en flenörtsväxtart som först beskrevs av Carl von Linné d.y., och fick sitt nu gällande namn av Henri Ernest Baillon. Gomphostigma virgatum ingår i släktet Gomphostigma och familjen flenörtsväxter. Inga underarter finns listade i Catalogue of Life.